# Metoponrhis kasyi
Metoponrhis kasyi là một loài bướm đêm trong họ Noctuidae.